# Серра-Негра-ду-Норти
Серра-Негра-ду-Норти (порт. Serra Negra do Norte) — муниципалитет в Бразилии, входит в штат Риу-Гранди-ду-Норти. Составная часть мезорегиона Центр штата Риу-Гранди-ду-Норти. Входит в экономико-статистический микрорегион Серидо-Осидентал. Население составляет 7571 человек на 2006 год. Занимает площадь 562,395 км². Плотность населения — 13,5 чел./км².

## Статистика
- Валовой внутренний продукт на 2003 год составляет 18 590 257,00 реалов (данные: Бразильский институт географии и статистики).
- Валовой внутренний продукт на душу населения на 2003 год составляет 2459,68 реалов (данные: Бразильский институт географии и статистики).
- Индекс развития человеческого потенциала на 2000 год составляет 0,663 (данные: Программа развития ООН).